# Le Revenant (film, 1903)
Pour les articles homonymes, voir Le Revenant.
Pour plus de détails, voir Fiche technique et Distribution.
Le Revenant est un film muet français réalisé par Georges Méliès, sorti en 1903.

## Distribution
- Georges Méliès : le vieillard (voir photogramme ci-dessus)